# Eupithecia relinquata
Eupithecia relinquata är en fjärilsart som beskrevs av Karl Dietze 1910. Eupithecia relinquata ingår i släktet Eupithecia och familjen mätare. Inga underarter finns listade i Catalogue of Life.